# Desa Gamping (administrativ by i Indonesien, lat -8,09, long 111,61)
Desa Gamping är en administrativ by i Indonesien.   Den ligger i provinsen Jawa Timur, i den västra delen av landet, 600 km öster om huvudstaden Jakarta.